# Metandrocarpa manina
Metandrocarpa manina är en sjöpungsart som beskrevs av Monniot 1987. Metandrocarpa manina ingår i släktet Metandrocarpa och familjen Styelidae. Inga underarter finns listade i Catalogue of Life.